# 1832 aux États-Unis
Pour des articles plus généraux, voir Chronologie des États-Unis et 1832.
Chronologie des États-Unis
- 1828
- 1829
- 1830
- 1831
- 1832
- 1833
- 1834
- 1835
- 1836

Cette page concerne des événements d'actualité qui se sont produits durant l'année 1832 du calendrier grégorien aux États-Unis.

## Gouvernement
- Président : Andrew Jackson Démocrate
- Vice-président : John Caldwell Calhoun (Républicain-Démocrate) jusqu'au 28 décembre
- Secrétaire d'État : Edward Livingston
- Chambre des représentants - Président :   Andrew Stevenson Démocrate

## Événements
- 9 février : Le Conseil législatif de la Floride accorde une charte à la ville de Jacksonville.
- 3 mars : Arrêt Worcester v. Georgia. La Cour suprême, saisie par Samuel Worcester (missionnaire chez les Cherokees) reconnait les droits des Amérindiens sur les terres qu'ils occupent. Les droits des Amérindiens sont protégés par le gouvernement fédéral et les États n'ont aucun droit sur eux. Mais le président des États-Unis, Andrew Jackson, refuse de faire appliquer l'arrêt de la Cour. L'armée fédérale n'intervient pas et laisse les États déporter près de 20 000 Amérindiens de 1838 à 1839.
- 6 avril : Début de la guerre de Black Hawk, la dernière guerre indienne importante à l’est du Mississippi, en Amérique du Nord. Le guerrier sauk, Black Hawk, tente de chasser les colons des terres de son peuple. Allié aux Mesquakies, il quitte le territoire de l'Iowa où son peuple vivait depuis le traité de Saint-Louis (1804) pour reconquérir ses terres ancestrales. 800 Sauks franchissent le Mississippi, provoquant la panique chez les colons. Le général Edmund Gaines tente de négocier, sans succès.

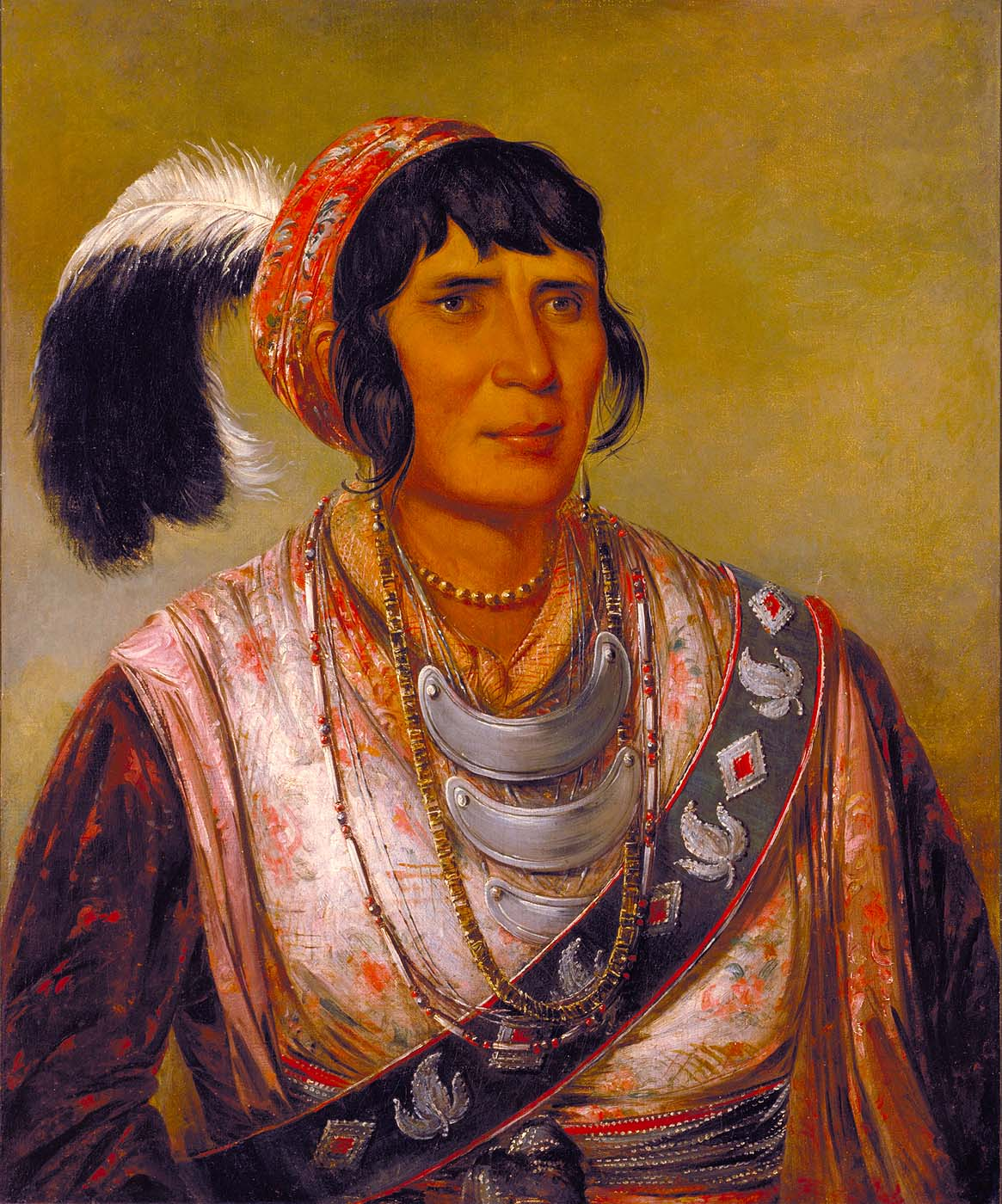
Osceola par un peintre anonyme

- 9 mai : Traité de Payne's Landing. Les Amérindiens sont contraints de céder leurs droits sur les territoires à l’Est du Mississippi. Les tribus amérindiennes du sud-est sont déportées. Le chef séminole Osceola s’oppose au traité.
- 14 mai : Bataille de Stillman's Run, Black Hawk met en fuite les miliens américains (qui subissent la perte de douze hommes, contre cinq chez les Amérindiens).

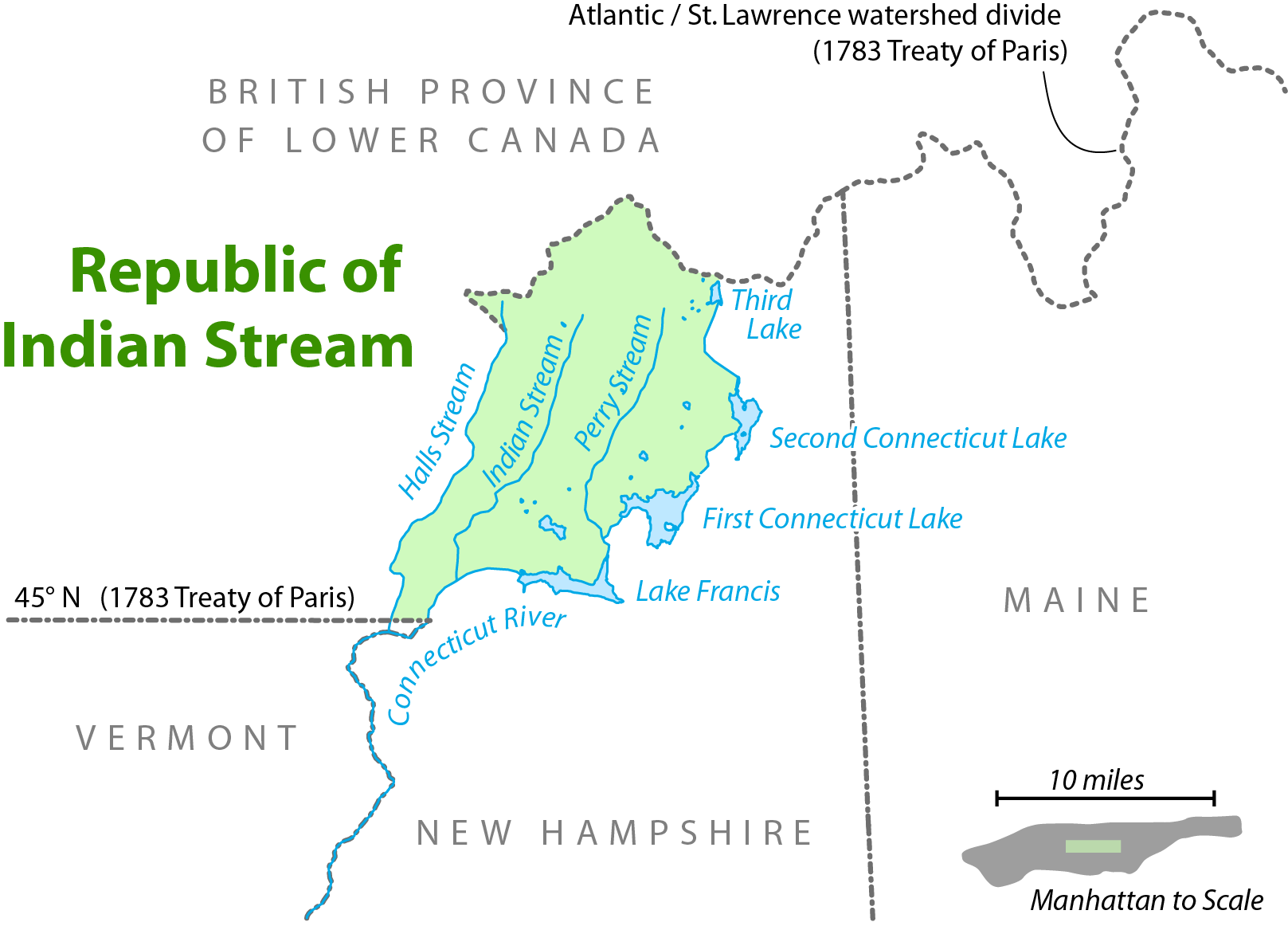
9 juillet : république de l'Indian Stream

- 9 juillet : Création de la république de l'Indian Stream à la frontière des États-Unis et du Canada (fin en 1835). La république de l'Indian Stream était une petite, non reconnue, république constitutionnelle. Elle aura un gouvernement élus organisés et une constitution, et servira environ trois cents citoyens.
- 24 juillet : Benjamin Bonneville mène le premier convoi de chariots à travers les montagnes Rocheuses en passant par le South Pass dans le Wyoming.
- 28 juillet : Menacés de famine, les Sauks descendent le Wisconsin pour repasser le Mississippi. 750 miliciens du général James Henry les rejoignent : c'est la bataille de Wisconsin Heights, 68 Amérindiens y trouvent la mort.
- 1er août : Les Sauks arrivent au Mississippi et commencent la traversée du fleuve. Pris sous le feu d'un navire à vapeur de guerre, Black Hawk hisse le drapeau de la reddition, mais le feu continue, faisant 23 morts chez les Amérindiens.
- 2 août : Bataille de Bad Axe : Black Hawk est attaqué par les troupes américaines qui massacrent 300 hommes, femmes et enfants sauks. Certains survivants qui ont réussi à traverser le Mississippi sont tués ou capturés par les Sioux.
- 27 août : Reddition de Black Hawk.
- 19 octobre : Création d'Alpha Delta Phi (ΑΔΦ), fraternité étudiante.
- Décembre : Création de ce qui serait la première société secrète étudiante qui ait vu le jour à l'université de Yale : Skull and Bones.
- 5 décembre : Élection présidentielle américaine de 1832 : Le démocrate Andrew Jackson obtient un second mandat de président des États-Unis avec 687 000 voix contre 530 000 à son adversaire républicain-national Henry Clay. Martin Van Buren vice-président.
- 18 décembre : traité de commerce avec la Russie conclu à Saint-Pétersbourg par le comte de Nesselrode et James Buchanan, envoyé des États-Unis[1].
- Des Creeks de l’Alabama sont expulsés de leurs terres par des Blancs, sans que le gouvernement fédéral n'intervienne. Ils refusent de partir.
- George Catlin va vivre parmi les Sioux dans le Territoire du Dakota.
- Le parti démocrate se forme comme force politique nationale.
- Le peintre et physicien Samuel Morse met au point le télégraphe électrique.
- Washington Irving rentre à New York, après dix-sept années de vie à l'étranger, où il est accueilli avec enthousiasme comme le premier auteur américain à avoir conquis une renommée internationale.
- La compagnie Rogers Locomotive and Machine Works est fondée par Thomas Rogers lors d'un partenariat avec Morris Ketchum et Jasper Grosvenor.

## Naissances
- 29 novembre : Louisa May Alcott, (né à Germantown (Philadelphie), décédée le 6 mars 1888 à Boston), est une romancière américaine, connue surtout pour son roman Little Women ou Les Quatre Filles du docteur March.

## Décès
- 14 novembre : Charles Carroll de Carrollton, fut délégué au Congrès continental et plus tard sénateur du Maryland. Il fut le seul catholique signataire de la déclaration d'indépendance des États-Unis et celui ayant vécu le plus longtemps.

#### Articles généraux
- Histoire des États-Unis de 1776 à 1865
- Évolution territoriale des États-Unis
- Piste des Larmes

#### Articles sur l'année 1832 aux États-Unis
- Guerre de Black Hawk
- Traité de Payne's Landing
- Élection présidentielle américaine de 1832